# 小樽短期大学
小樽短期大学（日语：／ Otaru Tanki Daigaku *），简称OJC，是過去一所位于日本北海道小樽市的私立短期大学。

## 概要

### 简介
- 学校最早可以追溯到1953年[2]。于1967年开办[2]、由学校法人共育之森学园经营（前小樽昭和学园）从2007年。开始招収男学生从1999年[2]、招生到2006年[2]、停办于2008年[2]。

### 历史
- 1967年 小樽女子短期大学成立并同时设置一个学科即英文科[2][3]。
- 1990年 经营实际业务科成立[2]。
- 1999年 改校名为小樽短期大学、开始招収男学生[2]。
- 2003年 英文科和经营实际业务科各自招生最后。次年各自合并为商务・传播总合学科[注 2][2]。
- 2006年 商务・传播总合学科[注 2]改编为英语・经营实际业务科[2]。短期大学招生最后、次年停止招生[3]。
- 2006年 今年10月 学校法人更名为小樽高川学园[2]。
- 2007年 今年10月 学校法人更名为共育之森学园[2]。
- 2008年 今年7月31日正式停办[3]

## 学校环境
- 校区：在了北海道小樽市

## 历任校长
- 木曾荣作：第一代短期大学校长[4]。

## 组织

### 学科
- 英语・经营实际业务科

### 前学科
- 英文科[注 1]
- 经营实际业务科[注 1]

### 专科
| - 没有 |

### 业余课程
| - 没有 |

### 附属机关
| - 图书馆 |

## 相关链接
- 日本短期大学列表